# Flughafen Istanbul

i7
i11
i13

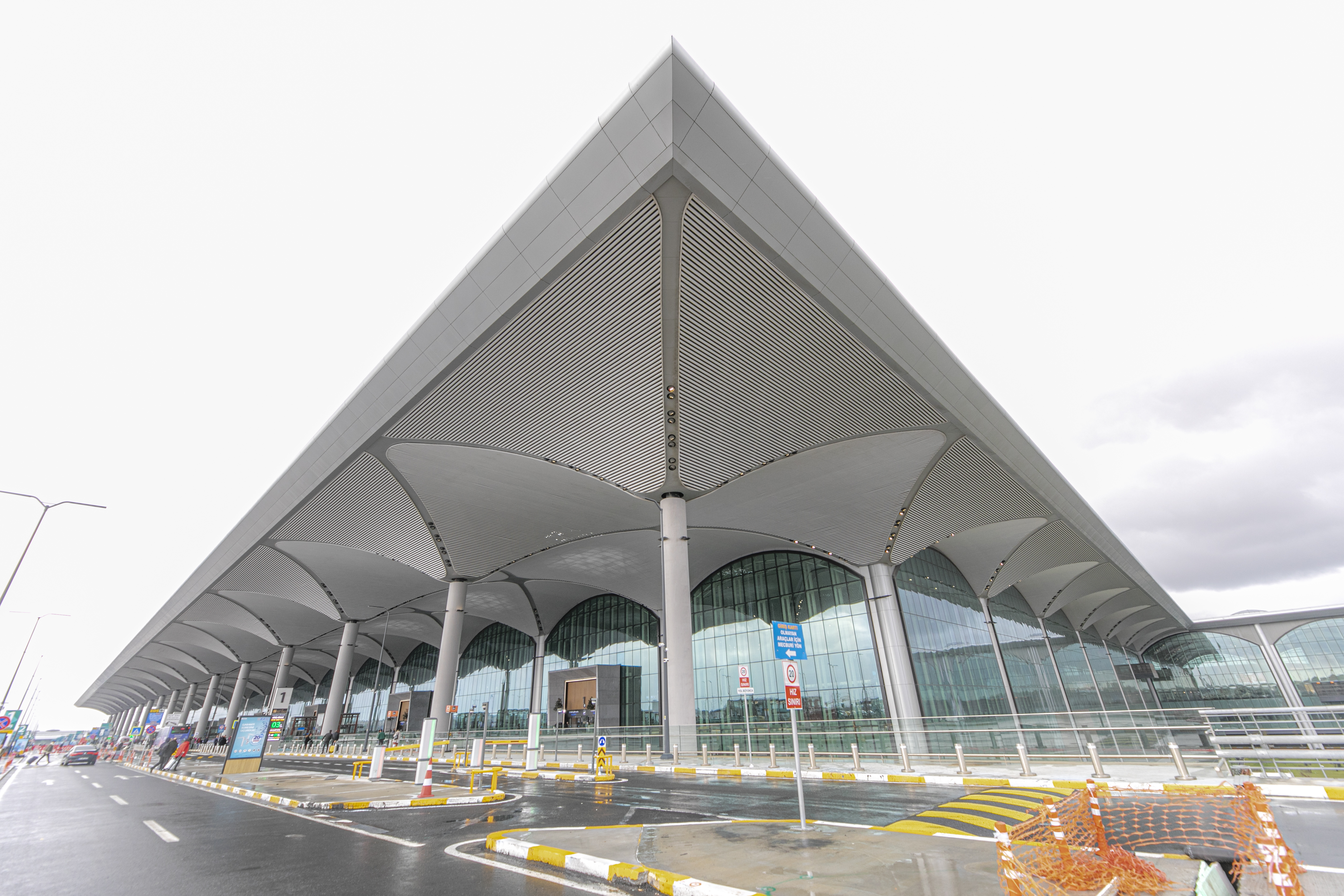
Terminalgebäude des Flughafens Istanbul

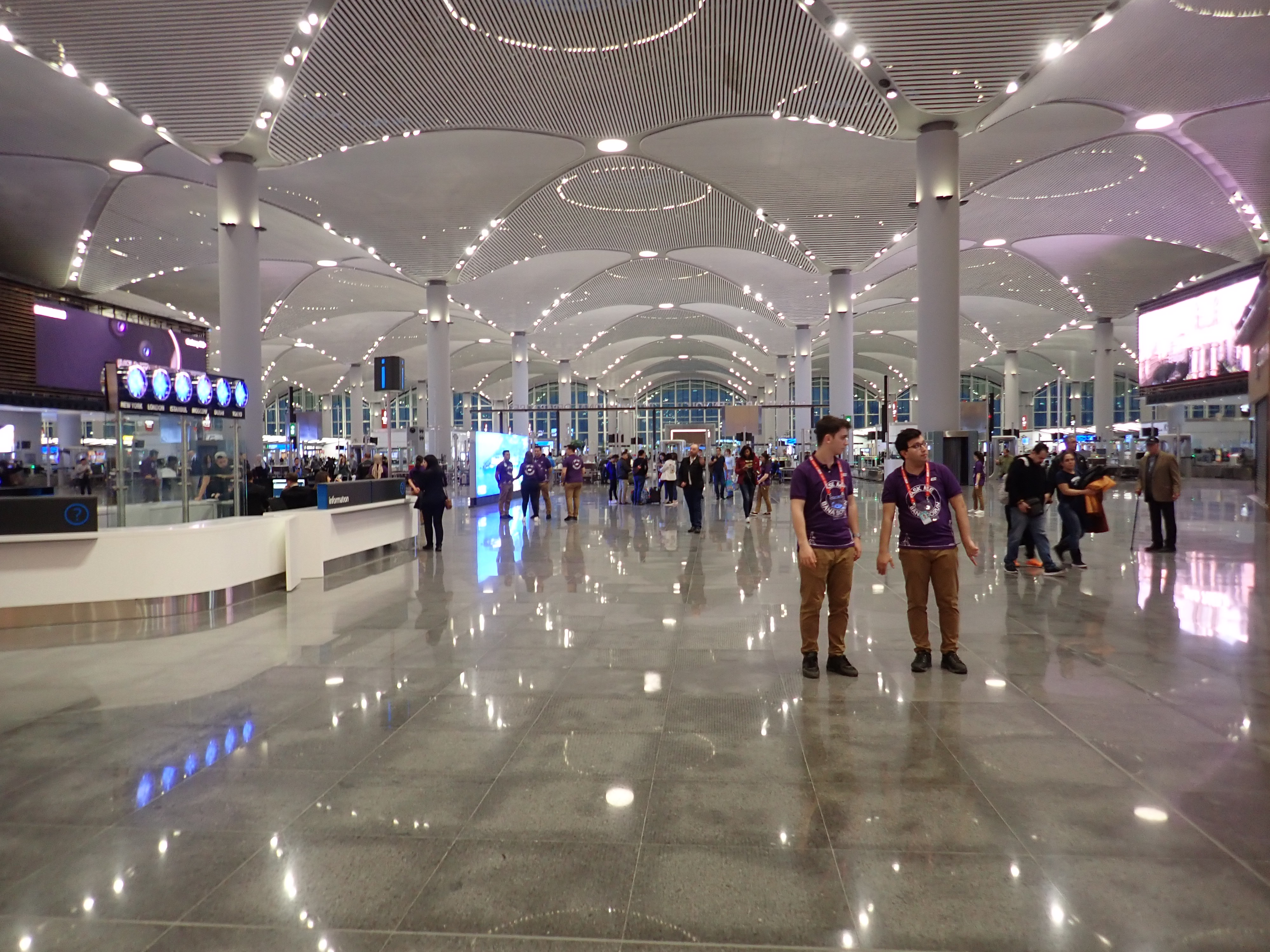
Flughafen Istanbul von innen

Der Flughafen Istanbul (türkisch İstanbul Havalimanı, englisch Istanbul Airport, IATA-Code: IST, ICAO-Code: LTFM) ist ein im Oktober 2018 eröffneter internationaler Verkehrsflughafen im Stadtbezirk Arnavutköy, nordwestlich der Istanbuler Innenstadt. Er nahm am 29. Oktober 2018 (Tag der Republik) den eingeschränkten Betrieb auf. Im April 2019 löste er den Flughafen Istanbul-Atatürk als größten Flughafen der Türkei ab. In den Jahren 2020 bis 2022 war es der Flughafen mit dem höchsten Passagieraufkommen in Europa. Im Jahr 2024 war er mit 79,9 Mio. Passagieren der siebtgrößte Flughafen weltweit. Der Flughafen ist die Heimatbasis der Fluggesellschaften Turkish Airlines und der Frachtfluggesellschaft Turkish Cargo.

## Verkehrsanbindung
- Die Autobahn, die zum neuen Flughafen führt, wurde im Oktober 2018 fertiggestellt. Die Autobahn Otoyol 7 führt parallel zur Schnellzuglinie über die Yavuz-Sultan-Selim-Brücke. Ein Südast führt zum Flughafen Istanbul-Atatürk.
- Der Flughafenbetreiber hat mit einer Istanbuler Taxi-Gemeinschaft eine Taxi-Firma gegründet. Die meisten Taxis haben somit eine andere Farbe als sonstige in Istanbul. In neueren Fahrzeugen befindet sich ein Bildschirm, der den Passagieren bereits vor Abfahrt die Route und den Preis anzeigt. Mittels App kann man Taxis reservieren und bezahlen.[6]
- „Havaş“ betreibt 11 Buslinien mit 150 Fernbussen. Bis Ende März 2019 fuhren lediglich fünf Linien zum Flughafen. Seit dem 1. April 2019 werden 11 Linien bedient unter anderem auch zum kleineren Flughafen Sabiha Gökçen.[7][8][9]
- Im Januar 2023 wurde ein Teil der Metrostrecke durch das Flughafenareal bis zur Station Kağıthane eröffnet. Das letzte Teilstück bis ins Stadtzentrum nach Gayrettepe wurde im Sommer 2023 eröffnet. Sowohl in Kağıthane als auch in Gayrettepe haben die Passagiere die Möglichkeit, auf andere Metro-Linien und den „Metrobüs“ umzusteigen. Eine weitere Metrolinie ist im Bau. Diese soll den Flughafen mit dem Fernverkehrsbahnhof Halkalı verbinden.[10]
- Gleich neben der Metro-Station ist ein Schnellzug-Bahnhof geplant. Der Schnellzug soll über die Yavuz-Sultan-Selim-Brücke zum Flughafen Istanbul-Sabiha Gökçen und dann weiter nach Ankara fahren. Für die Ausführung steht aber noch kein Zeitpunkt fest.

## Besitzverhältnisse und Betrieb
Am 3. Mai 2013 entschied die DHMI, dass die türkischen Unternehmen Cengiz, Kolin, Limak, Kalyon und Mapa den Zuschlag für den Bau des neuen Flughafens erhalten. Das Konsortium gründete daraufhin am 7. Oktober 2013 die Istanbul Grand Airport AŞ (IGA), welche für den Bau des Flughafens und den Betrieb zuständig sein soll.
Der Flughafen wurde nach dem Build-Operate-Transfer-Prinzip errichtet. Das bedeutet, dass der Flughafen nach 25 Jahren dem Staat übergeben wird. Der Flughafenbetreiber darf aber eine Verlängerung der Lizenz beantragen. Das Land wurde vom Staat zur Verfügung gestellt. Zudem garantiert der Staat eine Mindestanzahl an Passagieren und Flugbewegungen. Sollten die tatsächlichen Werte unter der garantierten Zahl liegen, wird der Flughafenbetreiber entschädigt. Im Gegenzug muss der Flughafenbetreiber dem Staat eine Miete zahlen. Für den Flughafen selbst mit allen Anlagen ist die IGA zuständig, für Bewilligung, Flugsicherheit und Sicherheit am Flughafen allgemein die DHMI.

## Geschichte

### Hintergrund
Zu den Hintergründen für die Entscheidung zum Bau eines neuen Flughafens zählte die Bewerbung Istanbuls für die Ausrichtung der Olympischen Spiele 2020, welche 2011 erfolgte. Dabei war in unmittelbarer Nähe des zu errichtenden Flughafens eine neue Stadt als Schauplatz der Spiele vorgesehen. Jedoch scheiterte Istanbul im Finale gegen Tokio. Ferner war die in Istanbul beheimatete Turkish Airlines enorm gewachsen, sodass der Flughafen Istanbul-Atatürk seine Kapazitätsgrenzen erreichte. Eine Erweiterung wäre dort nur beschränkt möglich gewesen und hätte für die Bedürfnisse von Turkish Airlines zudem nicht ausgereicht.
Als Standort wurde ein nördlich der Metropole gelegenes Gebiet zwischen den Orten Yeniköy und Akpınar gewählt, rund 58 Straßenkilometer entfernt vom Kern Istanbuls. In einer ersten Phase sollten im Eröffnungsjahr 2018 rund 90 Millionen Passagiere abgefertigt werden.
Mit jährlich 150 Millionen Passagieren soll das Projekt mit sechs Start- und Landebahnen auf einem Gelände von rund 9.000 Hektar den Hartsfield–Jackson Atlanta International Airport im Rang des größten Flughafens der Welt ablösen. In der ersten Ausbaustufe hat er jedoch erst eine Kapazität von 90 Mio. Passagieren. Der ehemalige CEO von Turkish Airlines Temel Kotil erklärte, dass der neue Flughafen besonders die europäischen Flughäfen Frankfurt, Paris, Rom und London in den Schatten stellen solle.
Westlich des Flughafens soll außerdem der 45 bis 50 km lange Istanbul-Kanal entstehen, der den Bosporus entlasten soll. Ein weiteres Infrastrukturprojekt in diesem Zusammenhang war der 2016 abgeschlossene Bau der Yavuz-Sultan-Selim-Brücke als dritte Bosporus-Brücke am Nordeingang der Meerenge.
Angedacht war zunächst die Koexistenz von drei Flughäfen in Istanbul. Kurz vor dem Baubeginn des neuen Flughafens wurde jedoch bekannt, dass der Atatürk-Flughafen nach und nach stillgelegt und abgerissen werden soll.

### Bau

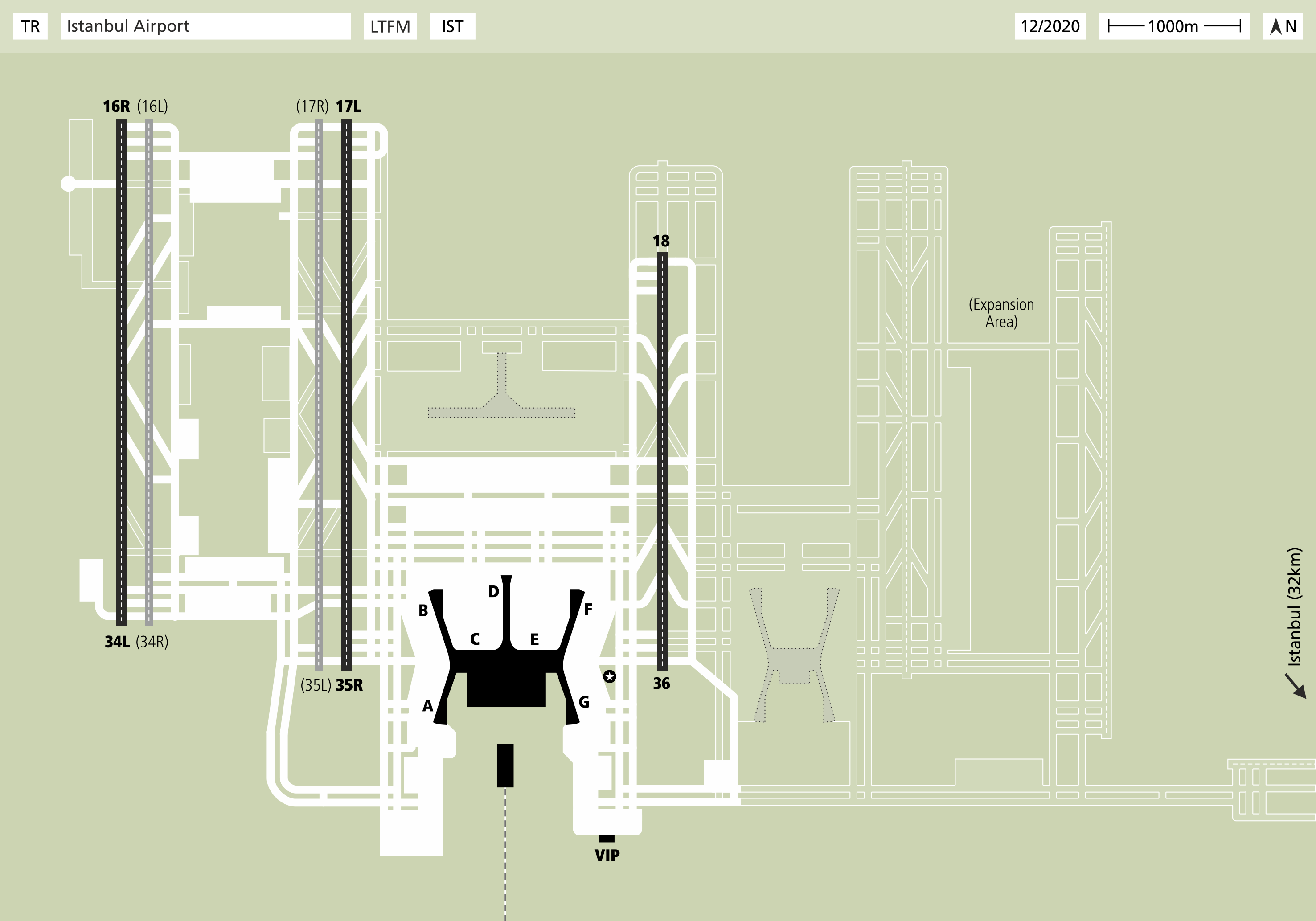
Übersicht über die Flughafenanlagen inkl. geplanter Erweiterungen

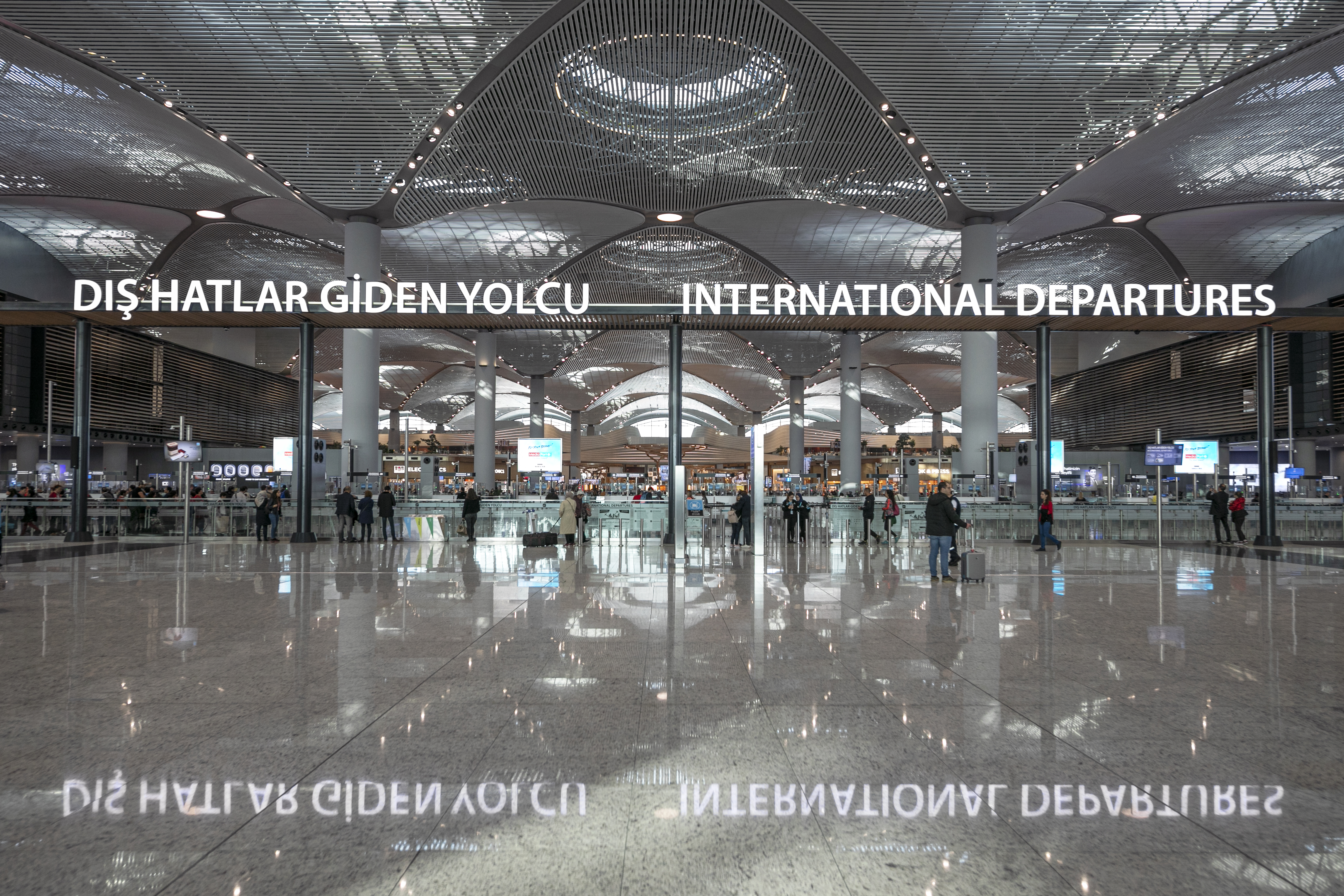
Internationaler Abflugbereich

Die Grundsteinlegung erfolgte am 7. Juni 2014. Der Flughafen wird in vier Etappen gebaut.

#### Etappen
- Etappe 1A: Die erste Etappe wurde 2018 in zwei Unteretappen geteilt – Etappe 1A (alle Objekte, welche bis zum 29. Oktober fertig wurden) und 1B (alle Objekte, welche bis April 2020 fertig werden sollen). 1A beinhaltete unter anderem das Terminal 1. Mit einer Fläche von 1,44 Millionen Quadratmetern ist es nach dem Dubai International Terminal 3 (1,71 Millionen Quadratmeter)[19] das größte Terminal weltweit, das sich unter einem Dach befindet. Dann die ersten zwei der sechs Start- und Landebahnen, zudem die dazugehörigen Rollwege und das Vorfeld. Hier ist zu erwähnen, dass jeder Runway eine schmalere Nebenbahn (45 m) besitzt. Momentan als reguläre Landebahn genutzt, soll die schmalere Bahn später für Notlandungen oder in Stoßzeiten als Taxiway genutzt werden. Auch der größere Kontrollturm war am 29. Oktober betriebsbereit.
- Etappe 1B: Teil dieser Etappe ist die „Kargo-Stadt“ für die Turkish Cargo, fünf Hangars der Turkish Technic und die Küche der Turkish Do&Co, welche am 22. Januar 2019 eröffnet wurden, sowie das Hotel. Ursprünglich im März, wegen der Auswirkungen des Coronavirus jedoch am 14. Juni 2020 wurde die dritte, unabhängige Start- und Landebahn und weitere Einrichtungen der Turkish Airlines eröffnet. Mit der Fertigstellung des Metro-Bahnhofs des Flughafens mit dessen zwei Linien soll die Etappe 1B beendet sein.[20][21][22]
- Etappe 2: Vierte Start- und Landebahn soll gebaut werden. Istanbul Airport City mit dem neuen Hauptsitz der Turkish Airlines war anfangs in der ersten Etappe, wurde aber in die zweite Etappe verschoben. Die Fertigstellung ist für Ende 2022[veraltet] geplant.
- Etappe 3: Der Flughafen wird durch ein zweites Terminal erweitert. Terminal 2 ist vom Aussehen her grundsätzlich genau gleich wie Terminal 1, mit dem Unterschied, dass es kleiner ist, also nur vier Piers haben wird. Auch Bestandteil dieser Etappe sind zusätzliche Flächen für Hangars und weitere Unterhaltseinrichtungen, sowie die fünfte Start- und Landebahn. Verläuft alles nach Plan, wird diese Erweiterung 2025 abgeschlossen.
- Etappe 4: Die sechste und vorerst letzte Start- und Landebahn soll 2027 fertiggestellt werden. Der Flughafen kann dann bis zu 200 Millionen Passagiere abfertigen und wäre damit einer der größten Flughäfen der Welt.[23]

Die Jahreszahlen können sich jederzeit verschieben. Der Flughafenbetreiber werde sich an die Entwicklung des Flughafens anpassen.

#### Kosten
Noch 2013 wurden die Kosten vom türkischen Transportminister auf 7 Mrd. Euro beziffert. Im Oktober 2015 waren die Schätzungen bereits auf 32 Mrd. Euro gestiegen. Im Dezember 2014 wurde die Vereinbarung eines Kredites über insgesamt 5,5 Mrd. US-Dollar von drei staatlichen Banken und drei privaten Unternehmen für die erste Phase des Baus bereitgestellt.
Der türkische Journalist und Luftfahrt-Experte Uğur Cebeci sieht die Kostenfrage kritisch: Er rechnete im Jahre 2013 mit mehr als zehn Milliarden Euro. Auch über die Frage, ob sich eine so große Investition überhaupt lohne, gehen die Meinungen auseinander. In einem Bericht des österreichischen Finanzunternehmens Erste Bank über die türkische Flugbranche wird darauf hingewiesen, dass die Entfernung des geplanten Flughafens zur Stadt ein Risiko darstelle. Man könne zur Erschließung allerdings eine Bahnstrecke bauen.

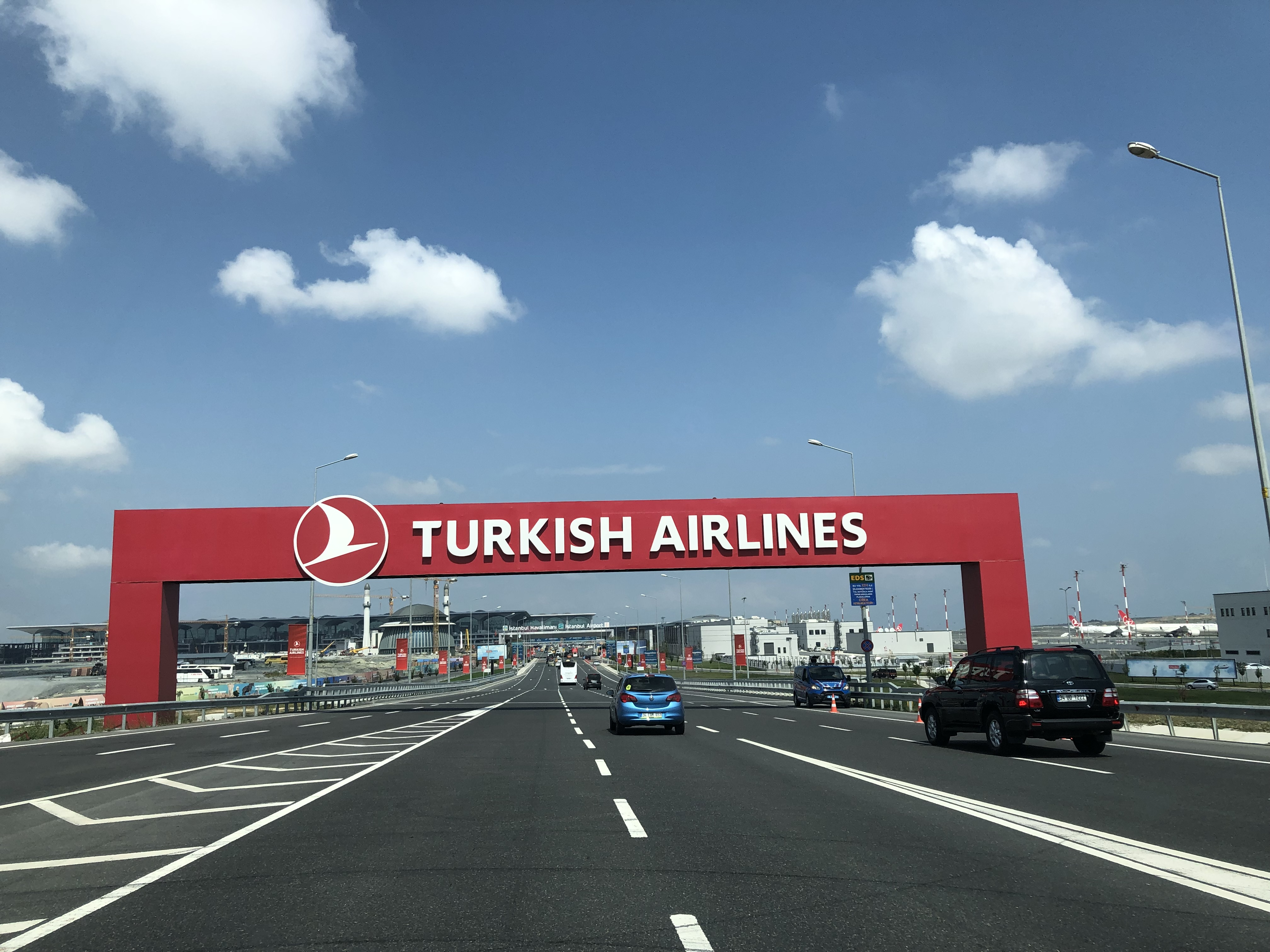
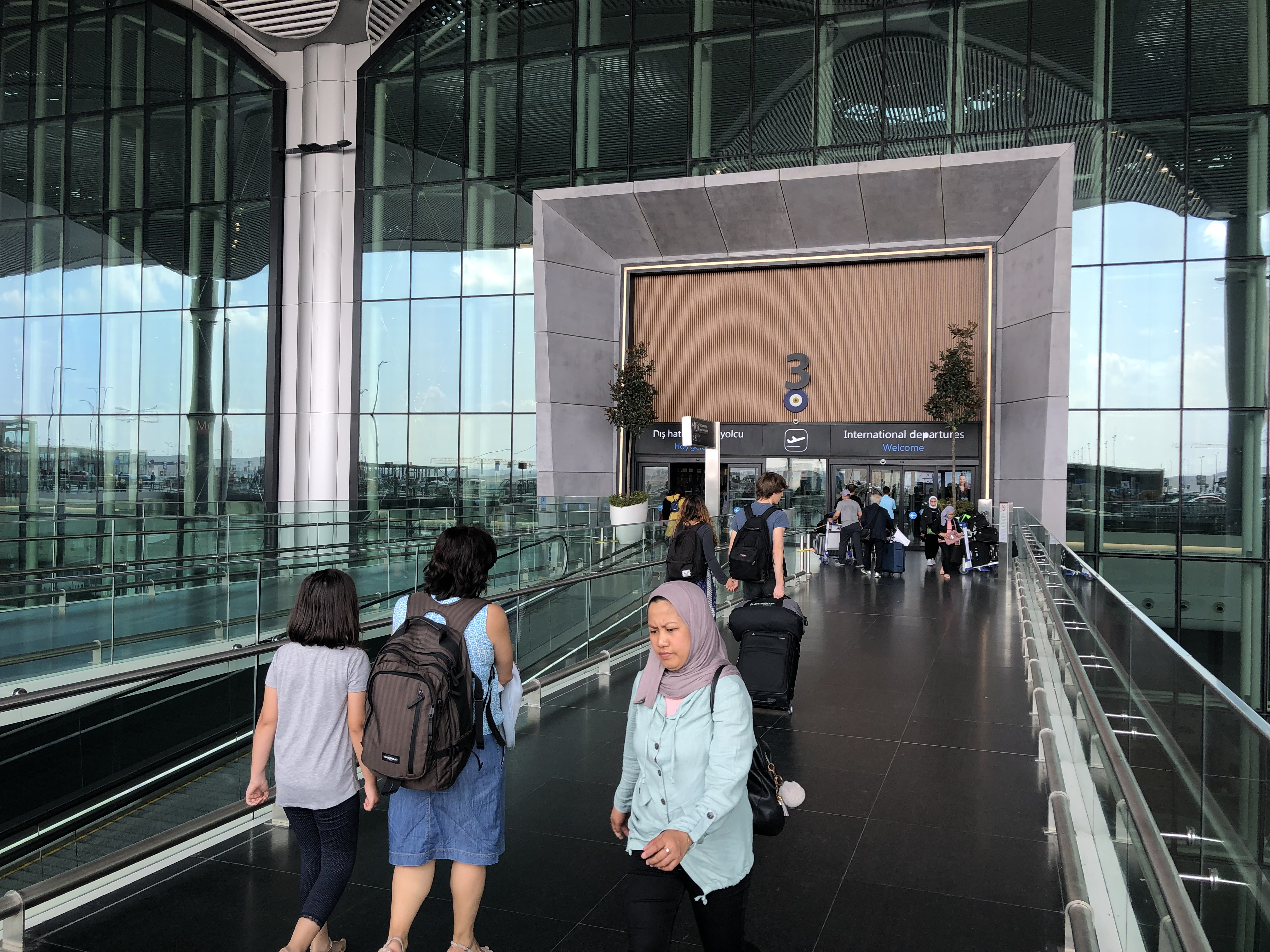
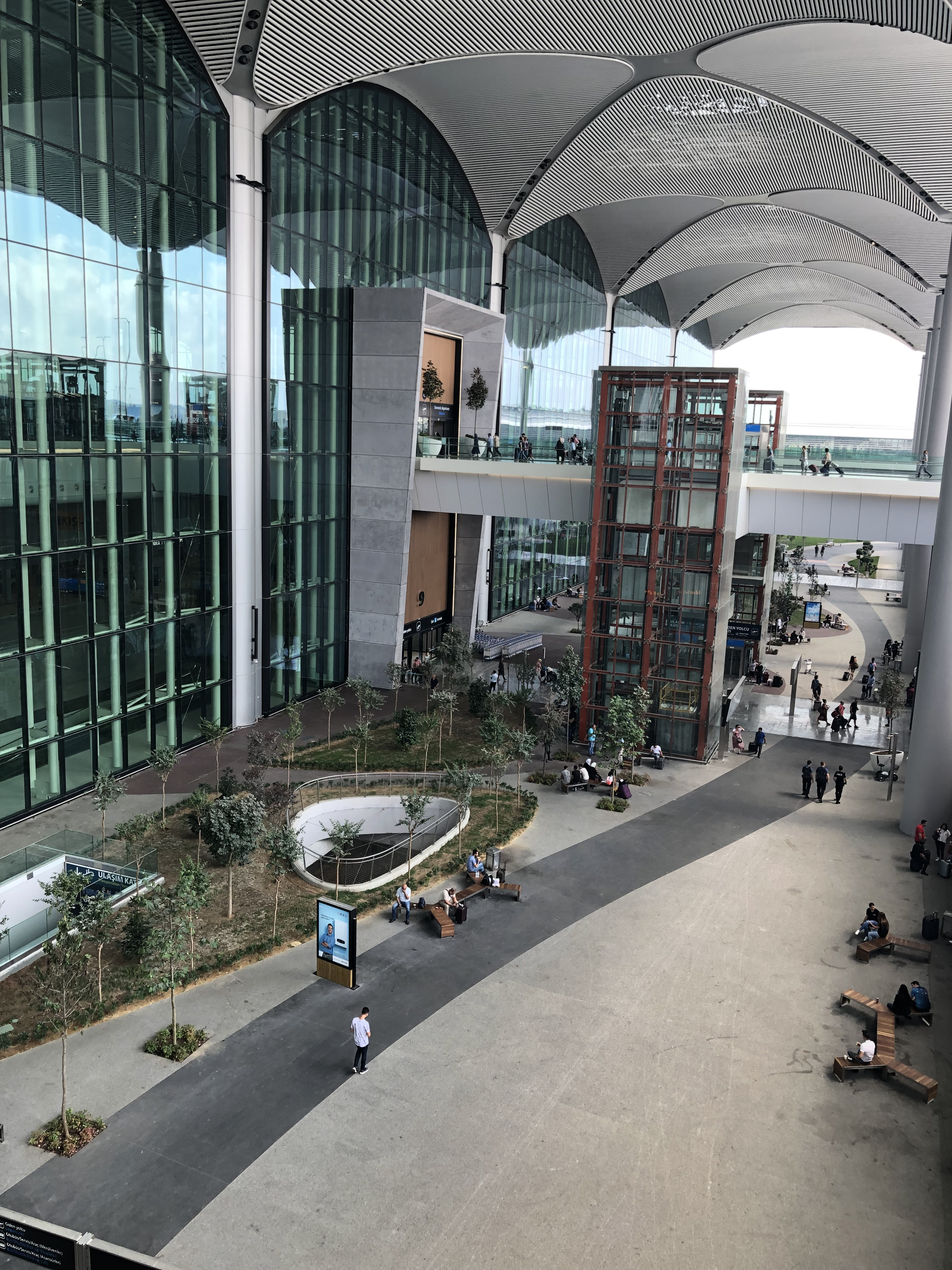
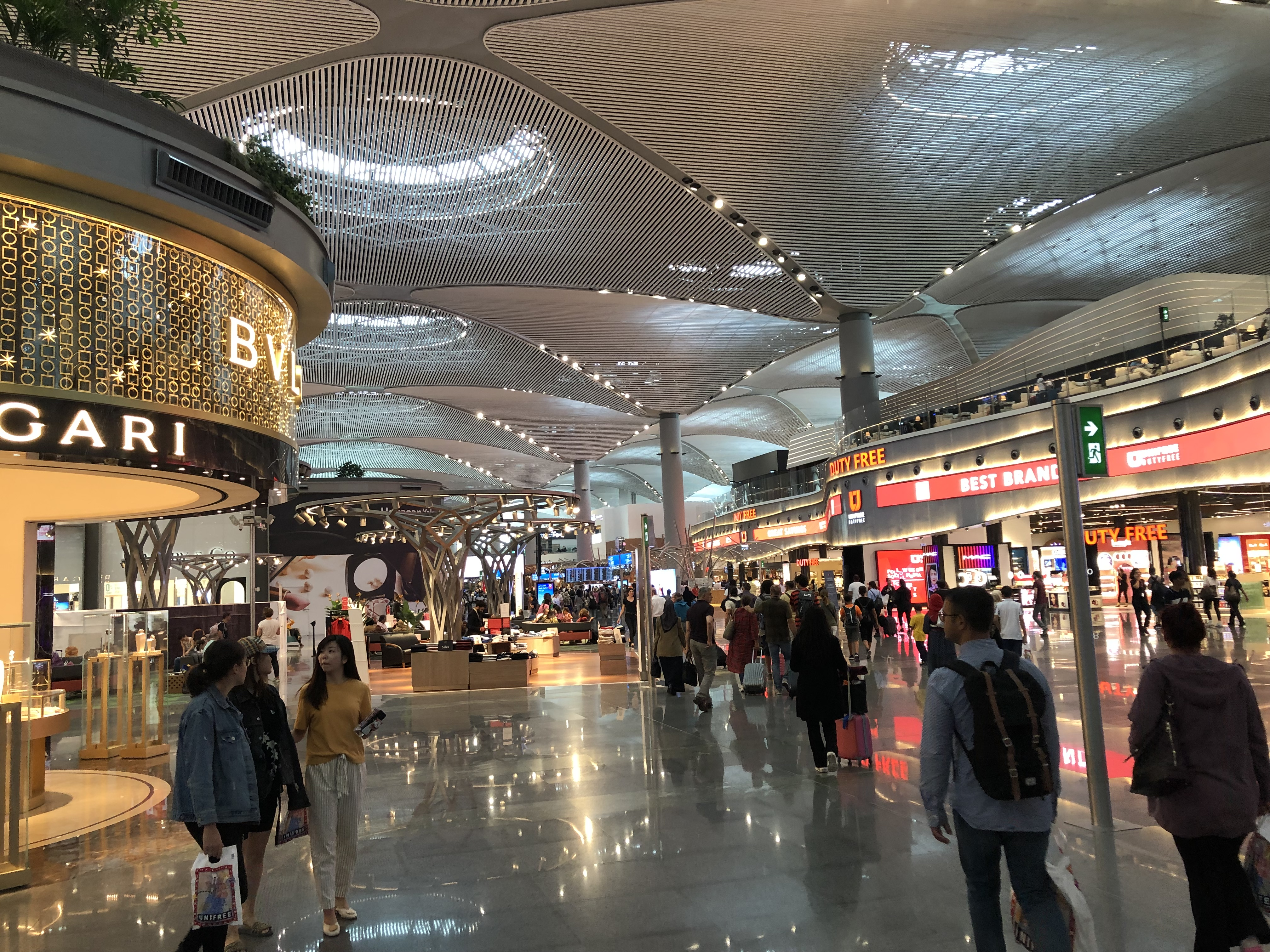

### Umzug

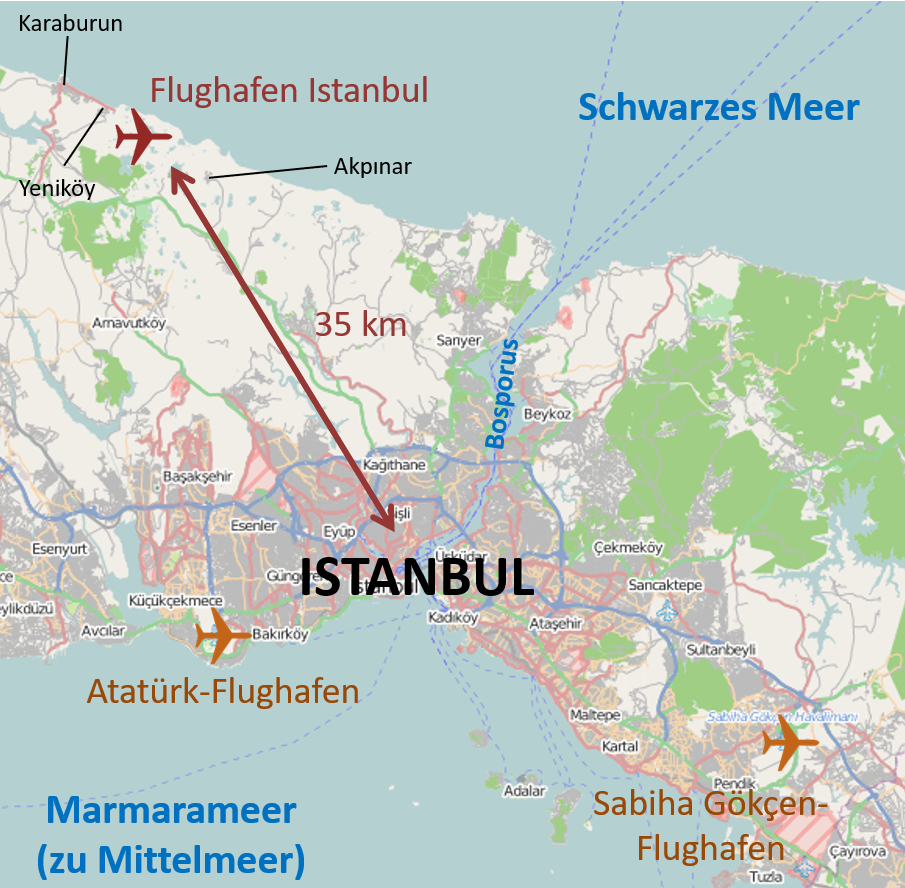
Standort des Flughafens im Vergleich zu den Flughäfen Atatürk und Sabiha Gökçen sowie zum Stadtzentrum

#### Erster Plan
Es war vorgesehen, dass der Umzug zwischen dem 28. Oktober und 31. Oktober 2018 stattfinden und die Eröffnungszeremonie am 29. Oktober abgehalten werden sollte. Alles sollte in dieser Zeit vom Atatürk-Flughafen zum neuen Flughafen umziehen, wobei der Großteil in einer Nacht überführt worden wäre (Big-Bang).

#### Zweiter Plan
Die Abteilung DHMI des Transport- und Infrastruktur-Ministeriums teilte am 3. Oktober mit, der Flughafenbetreiber wolle noch weitere Tests durchführen, um einen reibungslosen Betrieb garantieren zu können. Der große Umzug wurde um knapp zwei Monate auf den 15. bzw. 30. und 31. Dezember verschoben.
Mitte September 2018 wurde begonnen, die Tests (Operational Readiness and Airport Transfer, ORAT) mit den Fluggesellschaften und dem eigenen Personal bis zum Umzug im Dezember durchzuführen. Im Rahmen des ORAT hat Turkish Airlines Flüge mit ihren Boeing-737-800- und Airbus-A320-Flugzeugen durchgeführt, mit denen acht Ziele täglich angeflogen wurden.

#### Dritter Plan
Am 18. Dezember 2018 fand eine Sondersitzung mit allen Beteiligten des Flughafens statt. Aufgrund der Verspätung des Baus des Flughafenhotels durch Yotel und der Verzögerung der Verifizierung durch die EASA wurde der Termin erneut verschoben.
Der Verwaltungsratspräsident der Turkish Airlines, İlker Aycı, und der CEO der İGA AŞ, Kadri Samsunlu, gaben am 18. Januar 2019 in einer Pressekonferenz in Antalya bekannt, wie der Umzug vom Flughafen Atatürk zum Flughafen Istanbul ablaufen soll. Nach Absprache mit diversen Flughafenbetreibern, wie z. B. dem Flughafen München, wurde auf einen Big-Bang verzichtet. Man entschied sich stattdessen für einen gestaffelten Übergang. Von den Medien wurde das Projekt als büyük göç (türkisch für großer Umzug) bezeichnet. Aufgrund der Kommunalwahlen in der Türkei am 31. März 2019 wurde auf Wunsch des Bürgermeisterkandidaten Binali Yıldırım der Termin von Anfang März auf Anfang April verschoben.
47.300 Tonnen Bodenmaterial (Büroartikel, Werkzeuge, Bodenfahrzeuge etc.) wurden in 5000 Lastwagen überführt, die jeweils im Konvoi in den Nächten von Donnerstag, 4. April bis Sonntag, 7. April 2019 fuhren. Der Weg vom Flughafen Atatürk zum Flughafen Istanbul, das heißt die Kuzey-Marmara-Autobahn, die Basın-Ekspres-Straße und die Ortsumgehung Kuzey wurde in dieser Zeit für den öffentlichen Verkehr gesperrt. Die Fluggesellschaften wurden in drei Gruppen eingeteilt: Gruppe 1 (alle ausländischen Fluggesellschaften), Gruppe 2 (Atlasglobal Airlines, Onur Air) und Gruppe 3 (Turkish Airlines und Regierungsflugzeuge). Am 5. April 2019 stoppte Gruppe 1 ihre Flüge zum Flughafen Atatürk, tags darauf die Gruppen 2 und 3. Turkish Airlines, Atlasglobal Airlines und Onur Air überführten ihre Flugzeuge am Freitag und Samstag zum neuen Flughafen. Mit dem letzten Turkish-Airlines-Flug nach Singapur um 02:00 Uhr Ortszeit wurde der Flughafen Atatürk am 6. April geschlossen, der Flughafen Istanbul übernahm dessen IATA-Code IST. Turkish Airlines nahm mit dem Flug nach Ankara um 14:00 Uhr Ortszeit den regulären Flugbetrieb wieder auf. Am Abend des 6. April 2019 folgten die Flüge der Gruppe 2 und seit 7. April fliegt Gruppe 3 den Flughafen Istanbul an.

## Flughafengelände

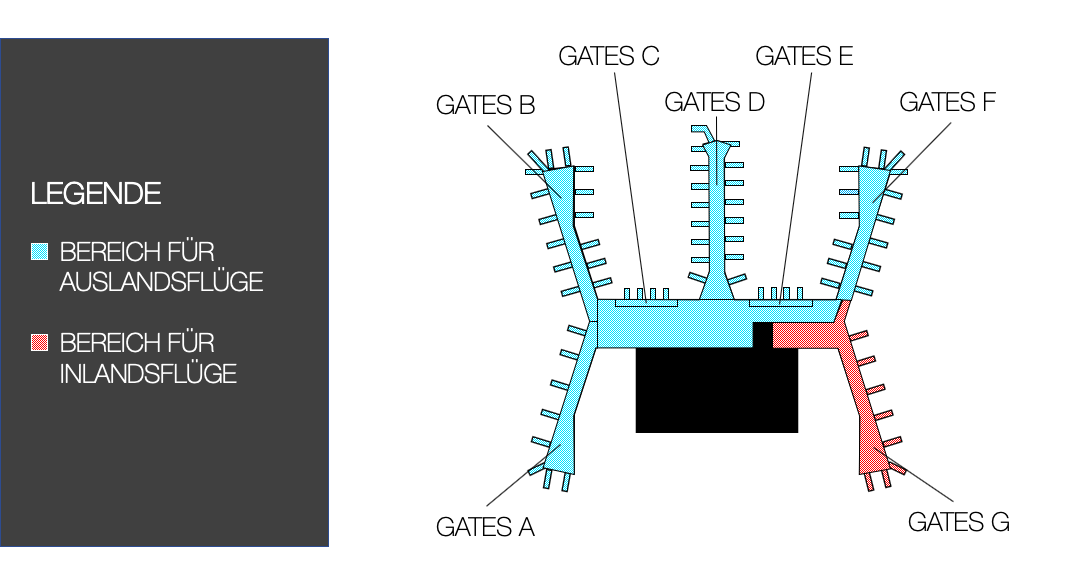
Die sieben Gate-Bereiche

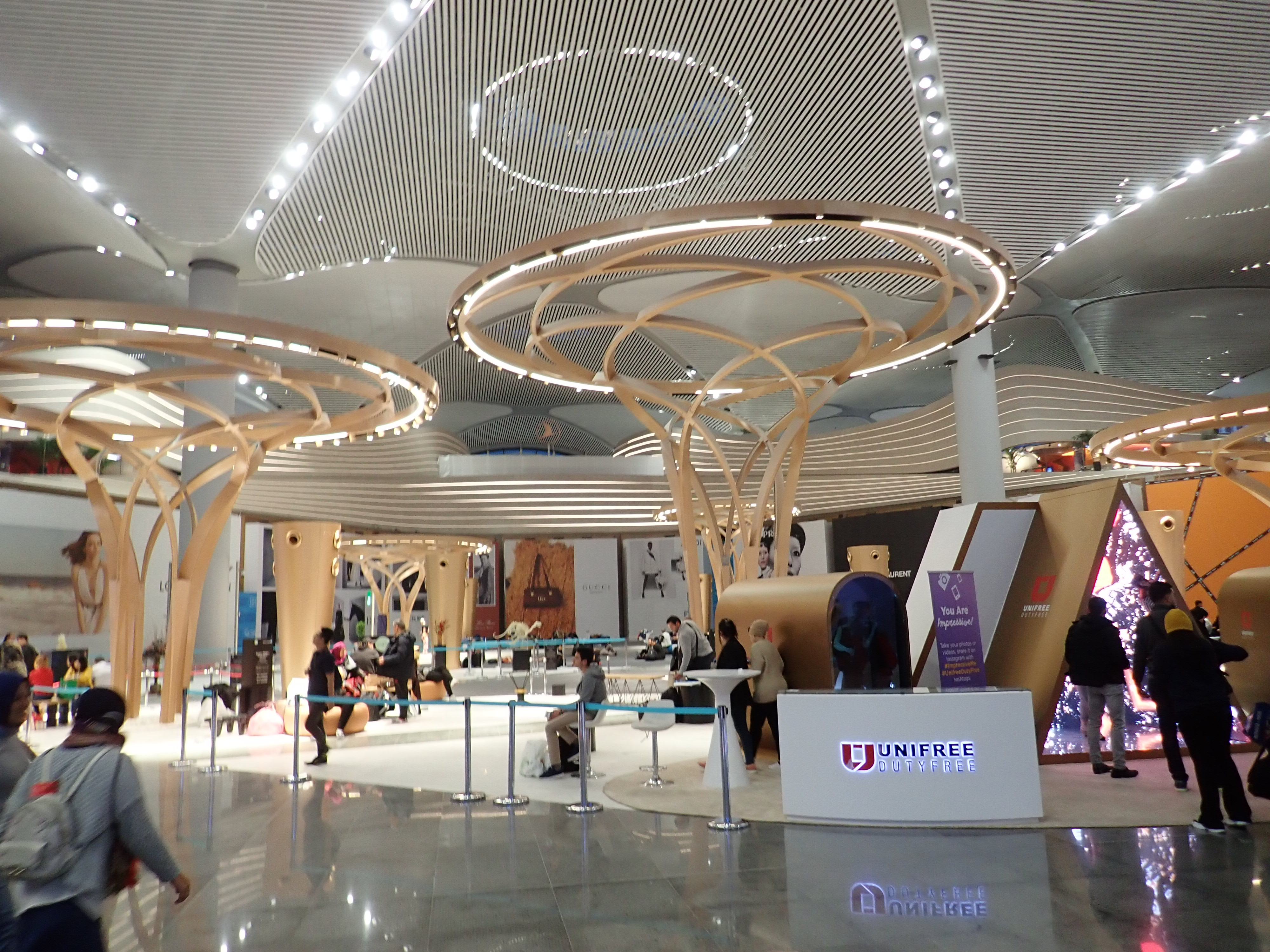
Flughafen Istanbul Innenbereich (Bosporus-Korridor)

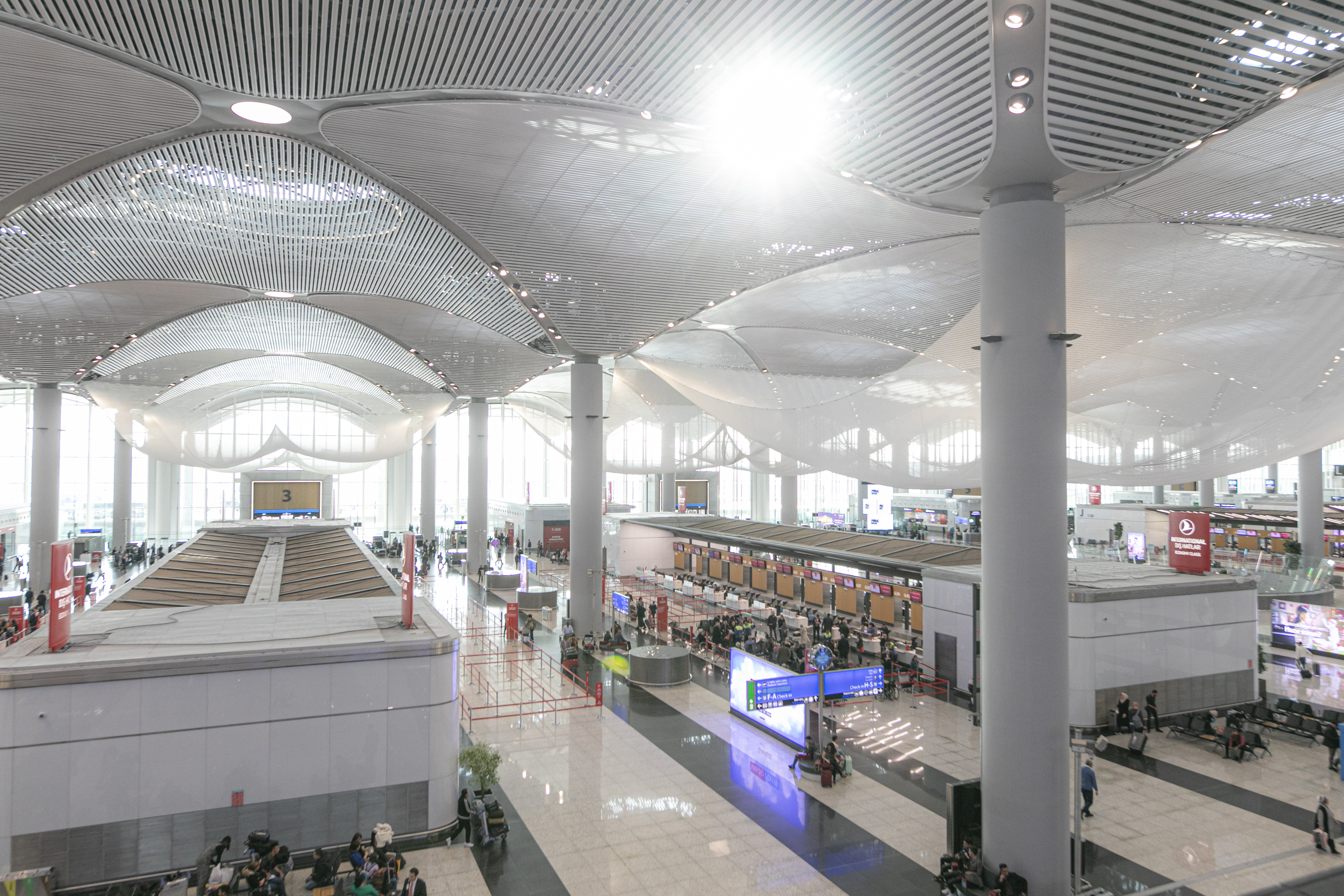
Check-In-Bereich

### Terminal 1
Das größte Gebäude auf dem Flughafen, das Terminal 1, hat fünf Piers. In ihm finden sich Einflüsse der türkischen und islamischen Kunst und Architektur. Das Gebäude hat zwei Stockwerke. Gleich beim Eingang der Abflughalle befindet sich – wie an türkischen Flughäfen üblich – eine erste Sicherheitskontrolle. Passiert man diese, befindet man sich in der Check-In-Halle mit 500 Check-In-Schaltern sowie zahlreichen Self-Check-In-Kiosks. 9 der 13 Check-In Inseln (Check-Ins B-L) sind für Turkish Airlines Passagiere reserviert. Check-In L ist für Business Class, Elite und Elite Plus Passagiere eingerichtet worden. Zudem wurden acht Roboter angeschafft. Die von Akınsoft produzierten Roboter geben Reisenden bezüglich Abfluggate, Check-In, Gepäck und Verspätungen auf Türkisch, Englisch, Russisch und Arabisch Auskunft. Auf der oberen Etage sind verschiedene Restaurants und Bars. Auf der Luftseite der Pass- und Sicherheitskontrollen für abfliegende Passagiere befindet sich unter anderem der am 15. Januar 2019 eröffnete Duty-free-Shop mit einer Verkaufsfläche von 53,000 m². Unifree Duty Free, eine Tochter der Gebr. Heinemann SE & Co. KG, wird den Laden für mindestens 25 Jahre betreiben. Das Flughafenhotel wird durch Yotel betrieben und wurde im März 2019 eröffnet. Das Hotel hat zwei Bereiche, einen auf der Landseite und einen auf der Luftseite. Die Verkaufsflächen am Flughafen befinden sich größtenteils im „Bosporus-Korridor“. Nach diesem Teil folgen die Piers mit den Gates. Die untere Etage ist für die ankommenden Passagiere. Nach den Gepäckbändern folgen Einkaufsmöglichkeiten und Restaurants. Auch dort befindet sich ein Duty-free-Shop.
Die fünf Piers sind direkt mit dem Terminal verbunden. Eines ist für Inlandflüge, vier für Flüge ins Ausland gebaut worden. Insgesamt wurden 143 Fluggastbrücken gebaut. Laut Flughafenbetreiber liegt das entfernteste Gate 2 km vom Eingang entfernt. Um die Wegzeit zu den Gates verkürzen zu können, wurden 166 Fahrtreppen, 167 Fahrsteige und 332 Fahrstühle verbaut. Der Flughafen verfügt über hohe Sicherheitsstandards: 9000 Kameras, ein System zur Erkennung der Autokennzeichen, ein Gesichtserkennungssystem sowie hunderte Bewegungssensoren, die auffällige Bewegungen erkennen und einen Alarm bei der Sicherheitsabteilung des Flughafens auslösen.
Verlässt man dann das Terminal 1, kommt man zu den Bushaltestellen und zum Taxistand. Außerdem führt eine Straße vor dem Eingang durch, so sind schnelle Ein- und Ausstiege möglich, ohne dafür ins Parkhaus fahren zu müssen. Das Parkhaus hat eine Kapazität von 18.000 Fahrzeugen.
Eine überdachte Brücke führt zur Istanbul Airport City und weiter bis zur Metrostation und zum zukünftigen Schnellzugbahnhof.

### Weitere Terminals
Terminal 2 soll in der sogenannten 3. Phase eröffnet werden und sich optisch an Terminal 1 orientieren, allerdings soll es kleiner sein.
Terminal 3 soll ein Satellitenterminal werden. Die Anbindung an Terminal 1 und 2 soll mittels unterirdischer Bahnen erfolgen.

### Istanbul Airport City
Die Kernzone der Istanbul Airport City hätte ursprünglich im späten Sommer 2019 eröffnet. Ein neuer Eröffnungstermin ist noch nicht bekannt. Hier entstehen ein Hotel, ein Krankenhaus, die Firmenzentrale der Turkish Airlines, zahlreiche Büros, ein Einkaufszentrum, eine Moschee sowie die Metrostation. Erweiterungen sind geplant: Der Flughafenbetreiber plant Kultureinrichtungen wie Museen. Geplant sind großzügige Alleen mit mehreren Plätzen.
Für Planespotter wird ein Hügel aufgeschüttet, der einen guten Ausblick auf die Start-/Landebahnen gewährt.

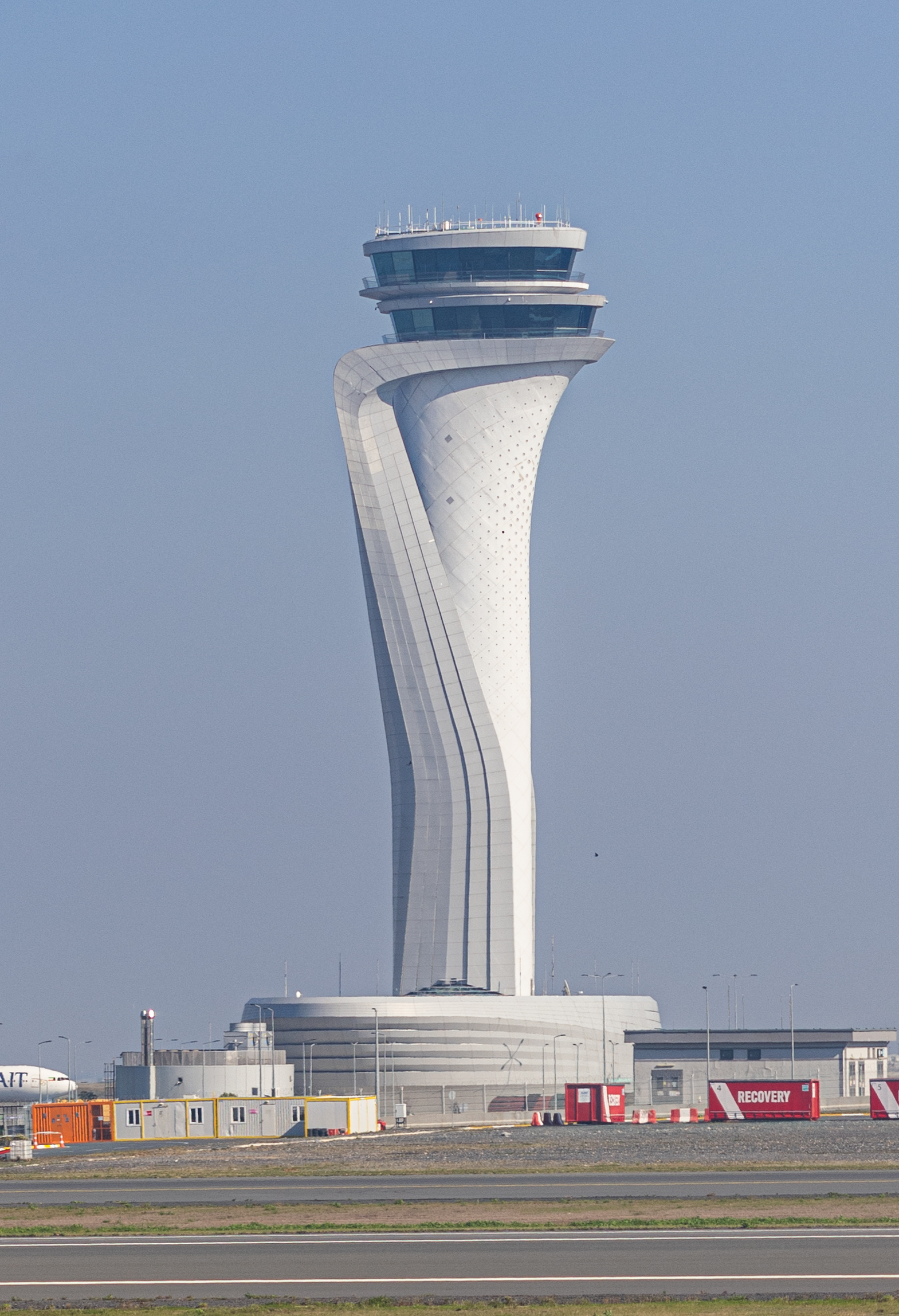
Der Hauptkontrollturm des Flughafens Istanbul

### Tower
Den Wettbewerb für den Air Traffic Control Tower (Kontrollturm) gewannen Pininfarina und Aecom gemeinsam. Aerotelegraph bezeichnete den Turm als den „wohl schönsten Kontrollturm der Welt“. Der Turm soll einer Tulpe gleichen, welche eines der wichtigsten Symbole Istanbuls ist. 2016 gewann der Tower den International Architecture Award. Der Turm umfasst insgesamt zwölf Stockwerke. Im Untergeschoss ist ein kleines Parkhaus. Im Erdgeschoss sind Büros, ein kleines Restaurant, Sitzungszimmer sowie ein Fitnessraum für die Lotsen und Mitarbeiter im Turm. Die Lotsen arbeiten auf den obersten zwei Stockwerken.
Der Flughafen hat noch einen weiteren, kleinen Kontrollturm gegenüber der Gates G.

### Sonstiges
Auf dem Vorfeld gibt es keine „Follow-me-Fahrzeuge“ mehr. Die Piloten werden mittels Beleuchtung am Boden zu den Gates gewiesen.
Das Kerosin wird mit Schiffen in den extra für den Flughafen gebauten Hafen geliefert und mit Pipelines zu den Kerosintanks befördert.
Der Flughafenbetreiber hat eine Smartphone-App herausgebracht. Passagiere können diese herunterladen und dann Bestellungen aufgeben für Produkte aus dem Duty-Free Shop sowie zahlreichen anderen Läden. Nebst den Fluginformationen hat es eine Karte mit den Läden, Check-In Schaltern, Gates etc. zu denen die App die Passagiere auch navigieren kann. Per App ist es zudem möglich, das WLAN zu nutzen.

## Fluggesellschaften und Ziele

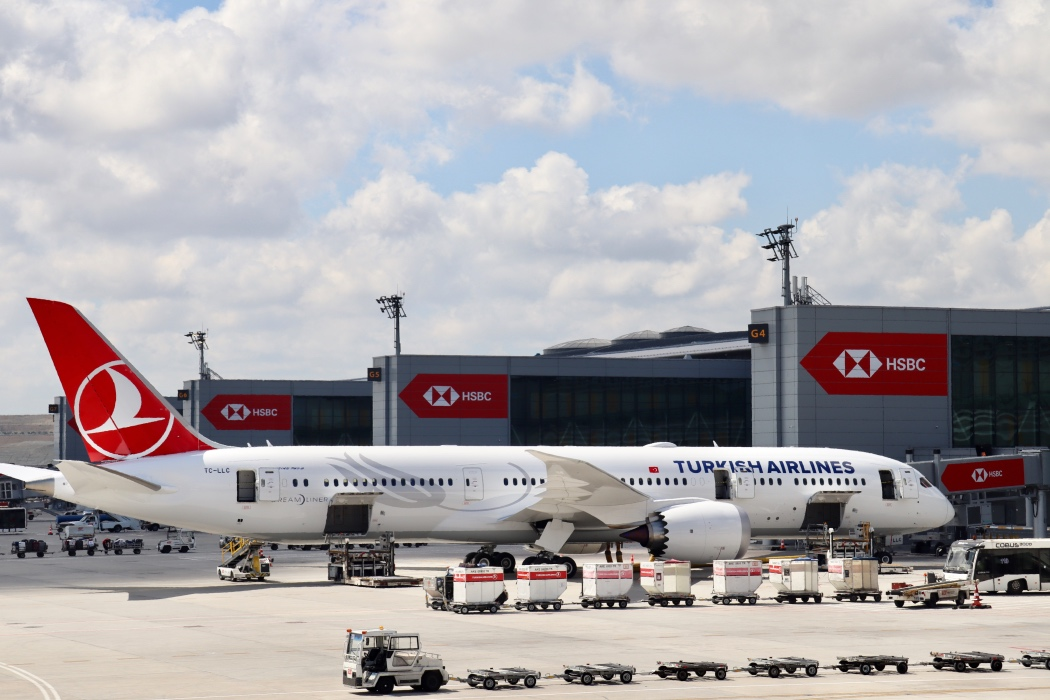
Eine Boeing 787-9 der Turkish Airlines am Flughafen Istanbul

### Turkish Airlines
Der Flughafen ist der neue Heimatflughafen der Turkish Airlines.
Am 10. Januar 2019 wurden in einem ersten Schritt 11 Verbindungen vom Atatürk-Flughafen zum Flughafen Istanbul überführt. Dieses waren Verbindungen nach Ost- und Mitteleuropa sowie Inlandsflüge. Die restlichen Verbindungen folgten mit dem Umzug ab 7. April 2019.

### Übrige Fluggesellschaften
Aus dem deutschsprachigen Raum werden Berlin, Bremen, Düsseldorf, Frankfurt, Hamburg, Hannover, Köln/Bonn, Leipzig/Halle, München, Nürnberg und Stuttgart angeflogen.

## Kritik
Das gesamte Projekt wurde als notwendig erachtet, da die Kapazität des Flughafens Atatürk mehr als ausgelastet war und an dem dortigen Standort nicht sinnvoll erweitert werden konnte.
Derartige Großprojekte können große Probleme verursachen. Kritikwürdig sind die Lage des neuen Flughafens und die teilweise umwelt- und menschenverachtenden Bedingungen beim Bau. Auffällig ist, dass offizielle Berichte und Meldungen überwiegend positiv ausfallen.

### Arbeitsbedingungen beim Bau
Einem Bericht der Zeitung Cumhuriyet zufolge sollen bis Februar 2018 bereits 400 Arbeiter zu Tode gekommen sein. Den Angehörigen sollen Geldbeträge gezahlt worden sein, um diese Todesfälle zu verheimlichen. Bei der durch diesen Bericht angeregten parlamentarischen Anfrage gab das Arbeitsministerium Todesfälle zwar zu, sprach allerdings von nur 27 Toten. Wöchentliche Todesfälle wurden auch von der Bauarbeitergewerkschaft bestätigt. Der Wirtschaftswissenschaftler und Kolumnist Mustafa Sönmez sprach in der Presse von „katastrophalen Arbeitsbedingungen“.
Des Weiteren hätten Arbeiter nicht wie vorgeschrieben acht, sondern zwölf Stunden täglich arbeiten sollen und hätten mit monatlich nur 1500 Lira (ca. 320 €) nicht einmal den Mindestlohn von rund 1600 Lira erhalten.
Die Arbeiter berichteten über nicht bezahlte Löhne, abgelaufenes Essen, schlechte medizinische Versorgung, Bettwanzen und fehlende Wasserversorgung.
Zudem sollen benutzte Lastkraftwagen völlig überladen sein und zum Teil auch defekte Bremsen, fehlende Beleuchtungen und gebrochene Achsen gehabt haben.
Nach dem Unfall eines Shuttle-Busses am 14. September 2018, bei dem 17 Arbeiter verletzt worden waren, kam es zu einem spontanen Streik tausender Arbeiter. Tags darauf wurden ca. 500 Beteiligte festgenommen. 31 Arbeiter wurden verhaftet, 61 Arbeiter und Gewerkschafter von der Staatsanwaltschaft angeklagt. In den Medien wurden sie als „Volksverräter“ bezeichnet und ihnen vorgeworfen, die Fertigstellung des neuen Flughafens zu sabotieren.

### Umwelt
Die Darstellung, dass es sich bei dem Standort um ein Zechenrevier handelte, ist irreführend. Nach dem von Ak-Tel Engineering erstellten Gutachten
wurde dort eine Gesamtfläche des Projekts von 7650 ha ausgewiesen und wie folgt nach der Vornutzung aufgeteilt:
- Waldflächen: 6172 ha – über 2,5 Millionen Bäume wurden gefällt oder umgesetzt. Dazu kommen die erheblichen Rodungen bei den Zu- und Abfahrtsrouten.
- Seeflächen: 660 ha der über 70 Seen, Teiche und Tümpel ab 3 m ⌀ der Feuchtgebiete wurden trockengelegt und verfüllt. Im größten der zugeschütteten Seen, Kulakçayırı Gölü (Kulakçayırı-See,[57] etwa 2 km²), lebten viele Fischarten, die dort auch gezüchtet wurden.
- Weideland und andere landwirtschaftliche Nutzflächen: 296 ha
- Bergbau- und sonstige industrielle Nutzung: 180 ha, also weniger als 2,5 % der Gesamtfläche
- Buschfläche: 2 ha
- Zudem wurden die Bewohner des Gebietes enteignet und zwangsweise umgesiedelt.

Eine Betrachtung der Entwicklung mittels Satellitenbilder gestattet die Zeitachsen-Funktion.
Der Terkos-See (türkisch Durusu Gölü ), der 2,5 km westlich vom Tanklager des Flughafens liegt, wurde durch den Bau verkleinert. Er hat eine Fläche von 39 km² und liefert 22 % des Trink- und Brauchwassers für Istanbul. Seine östlichen Einzugsgebiete wurden durch Betonflächen versiegelt. Man befürchtet eine mögliche Einbringung schädlicher Fremdstoffe im abzuleitenden Oberflächenwasser, die die Wasservorräte kontaminieren.
Zudem befindet sich die Region in einem Rastgebiet für Zugvögel, vor allem Weißstörche, die im Frühjahr den Bosporus kreuzen und parallel zum Schwarzen Meer nach Norden fliegen und zur Rast das Feuchtgebiet nutzten. Dadurch ergeben sich nicht nur Störungen für die Zugvögel, sondern es würde auch eine beachtliche Gefahr durch Vogelschlag bestehen. Um Letzteres zu vermeiden, wurden rund um das Flughafenareal Vogelabwehrsysteme installiert, die mithilfe von Licht und Ton Vögel fernhalten sollen.
In der Erschließungs- und Bauphase ergaben sich schon enorme Belastungen der Umgebung durch Staub und Abgase der Baufahrzeuge und Maschinen. Erschwerend kam hinzu, dass Wald- und Wasserflächen, die als Filter hätten dienen können, zerstört wurden. Nach der Eröffnung des Flughafens stieg die Umweltbelastung; es sind bis zu 3000 Starts und Landungen pro Tag geplant.
Offizielle Veröffentlichungen beschönigen die Probleme, unterschlagen negative Fakten oder überarbeiten sie im Sinn der Staatsführung. Die Verbreitung von negativen Beobachtungen und Tatsachen wurde oft zum Nachteil des Berichters ausgelegt und hatte unangenehme juristische Folgen. In den offiziellen Jahresberichten dominiert die Selbstbewunderung.